# Hatago Murere
Hatago Murere (* 7. Dezember 2000) ist ein namibischer Leichtathlet, der sich auf den Sprint spezialisiert hat.

## Sportliche Laufbahn
Erste Erfahrungen bei internationalen Meisterschaften sammelte Hatago Murere im Jahr 2024, als er bei den Afrikaspielen in Accra mit 10,91 s und 22,03 s jeweils in der ersten Runde über 100 und 200 Meter ausschied. Zudem verpasste er mit der namibischen 4-mal-100-Meter-Staffel mit 40,20 s den Finaleinzug. Anschließend schied er bei den Afrikameisterschaften in Douala mit 10,61 s und 21,45 s erneut jeweils im Vorlauf über 100 und 200 Meter aus und belegte mit der Staffel in 39,82 s den vierten Platz.
2023 wurde Murere namibischer Meister im 200-Meter-Lauf sowie 2021 in der 4-mal-100-Meter-Staffel.
Bei den Sommer-Paralympics 2024 soll Murere als Begleitläufer für Namibia teilnehmen.

## Persönliche Bestzeiten
- 100 Meter: 10,58 s (−1,7 m/s), 14. April 2023 in Windhoek
- 200 Meter: 20,74 s (−0,1 m/s), 15. April 2023 in Windhoek